# Архонтофеникс
Архонтофеникс, или Королевская пальма (лат. Archontophoenix; от др.-греч. ἄρχων, archon — вождь, правитель и Phoenix — финиковая пальма или в общем пальма), — род растений семейства Пальмовые (Arecaceae), распространённый на побережье востока Австралии от юга Нового Южного Уэльса до севера Квинсленда.

## Ботаническое описание

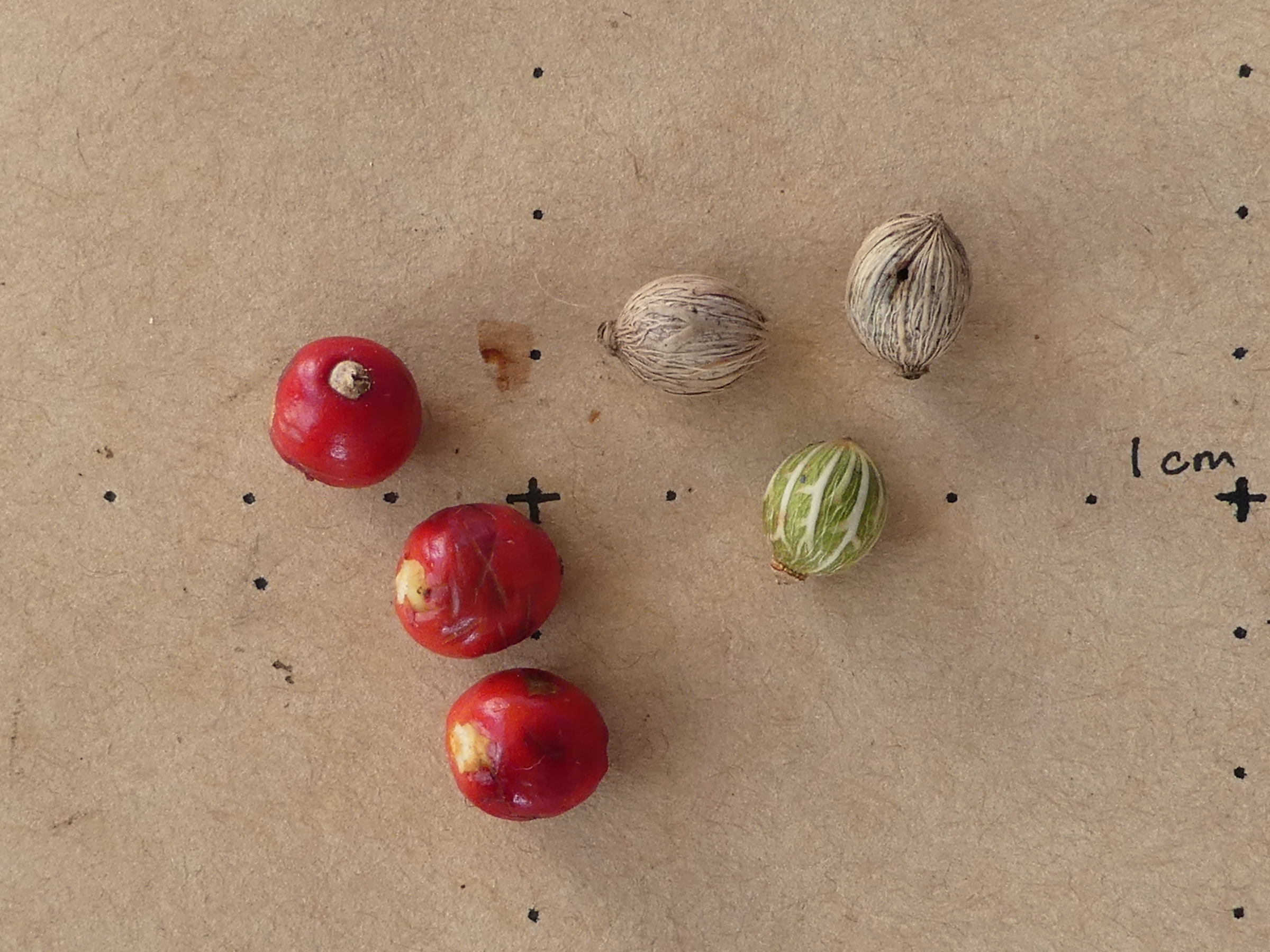
Архонтофеникс Александры, плоды и семена

Пальмы от средних до высоких, однодомные, древовидные. Ствол колонновидный. Листья перистые; влагалища трубчатые, толстые, кожистые; черешок короткий; листочки ланцетные, удлинённые.
Соцветия под листьями, из бутонов прямостоячие, затем горизонтальные или поникающие, 3(4)-разветвлённые. Цветки от бледно-лавандового до пурпурного или от кремового до жёлтого цвета. Плоды от шаровидных до эллиптических, от розовых до красных. Семена от эллиптических до шаровидных. 2n=32.

## Виды
Род включает 6 видов:
- Archontophoenix alexandrae (F.Muell.) H.Wendl. & Drude typus[1] — Архонтофеникс Александры
- Archontophoenix cunninghamiana (H.Wendl.) H.Wendl. & Drude — Архонтофеникс Каннингема
- Archontophoenix maxima Dowe
- Archontophoenix myolensis Dowe
- Archontophoenix purpurea Hodel & Dowe
- Archontophoenix tuckeri Dowe